# Joel Antônio Martins
Joel Antônio Martins (Río de Janeiro, Brasil, 23 de noviembre de 1931-ibídem, 1 de enero de 2003), más conocido como Joel, fue un futbolista brasileño que jugaba como centrocampista.

## Selección nacional
Fue internacional con la selección de fútbol de Brasil en 14 ocasiones y convirtió 4 goles. Formó parte de la selección campeona del mundo en 1958.

### Participaciones en Copas del Mundo
| Mundial                        | Sede   | Resultado | Partidos | Goles |
| ------------------------------ | ------ | --------- | -------- | ----- |
| Copa Mundial de Fútbol de 1958 | Suecia | Campeón   | 2        | 0     |

### Participaciones en Copas América
| Copa                         | Sede | Resultado  |
| ---------------------------- | ---- | ---------- |
| Campeonato Sudamericano 1957 | Perú | Subcampeón |

## Clubes
| Club     | País   | Año       |
| -------- | ------ | --------- |
| Botafogo | Brasil | 1948-1950 |
| Flamengo | Brasil | 1951-1958 |
| Valencia | España | 1958-1961 |
| Flamengo | Brasil | 1961-1963 |
| Vitória  | Brasil | 1963-1964 |

## Palmarés

### Campeonatos regionales
| Título                           | Club     | País   | Año  |
| -------------------------------- | -------- | ------ | ---- |
| Campeonato Carioca               | Botafogo | Brasil | 1948 |
| Torneio Início do Rio de Janeiro | Flamengo | Brasil | 1951 |
| Torneio Início do Rio de Janeiro | Flamengo | Brasil | 1952 |
| Campeonato Carioca               | Flamengo | Brasil | 1953 |
| Campeonato Carioca               | Flamengo | Brasil | 1954 |
| Campeonato Carioca               | Flamengo | Brasil | 1955 |
| Torneo Río-São Paulo             | Flamengo | Brasil | 1961 |
| Campeonato Baiano                | Vitória  | Brasil | 1964 |

### Copas internacionales
| Título                 | Selección | Sede   | Año  |
| ---------------------- | --------- | ------ | ---- |
| Copa Mundial de Fútbol | Brasil    | Suecia | 1958 |